# Sandro Trevisanato
Sandro Trevisanato (Venezia, 19 agosto 1948) è un avvocato, dirigente pubblico e politico italiano.

## Biografia
Si è laureato all'Università di Padova in giurisprudenza e di professione fa l'avvocato (abilitato anche al patrocinio in Cassazione). Viene eletto deputato (collegio uninominale Venezia 2), per la prima volta, alle elezioni dell'aprile 1994 con Forza Italia, è iscritto al gruppo di Forza Italia fino a fine legislatura. È presidente di Venezia Terminal Passeggeri - S.p.A dal 2002. Ha ricoperto altresì l'incarico di presidente della Sogei S.p.A. (società del Ministero dell'Economia) dal 2001 al 2006 e dal 2008 al 2011.

### Incarichi parlamentari
Ha fatto parte della commissione finanze della Camera (dal 25 maggio 1994 all'8 maggio 1996).

### Sottosegretario di Stato
È stato sottosegretario di Stato per le finanze nel primo governo di Silvio Berlusconi (dal 13 maggio 1994 al 16 gennaio 1995).

## Controversie
Nel luglio 2011 il Fatto Quotidiano riferisce che presso lo studio legale di Trevisanato (sede della Fondazione Case della Libertà, di cui lo stesso è presidente), a Mestre, sia avvenuta una perquisizione ordinata dalla Procura di Napoli. Tale atto si inserì nell'ambito delle indagini a carico del Pdl.